# Almodí de València
L'Almodí és un edifici al carrer de l'Almodí núm. 3, formant un conjunt amb el palau dels Escrivà i la casa natalícia de Sant Lluís Bertran, al barri de la Seu de la ciutat de València (l'Horta, País Valencià). Se'n endegà la construcció l'any 1417.
En l'actualitat serveix com a sala d'exposicions de l'Ajuntament de València.

## Història
L'Almodí es construí sobre una part de l'antic alcàsser islàmic, i al costat d'un dels accessos romans a la ciutat, segurament en els anys immediatament posteriors a la reconquesta, per a emmagatzemar  i vendre-hi el blat. No degué ser l'únic edifici destinat a aquesta funció, ja que se'n coneix un d'època islàmica proper a la mesquita, a més, va compartir la funció de magatzem de gra amb les drassanes del port.

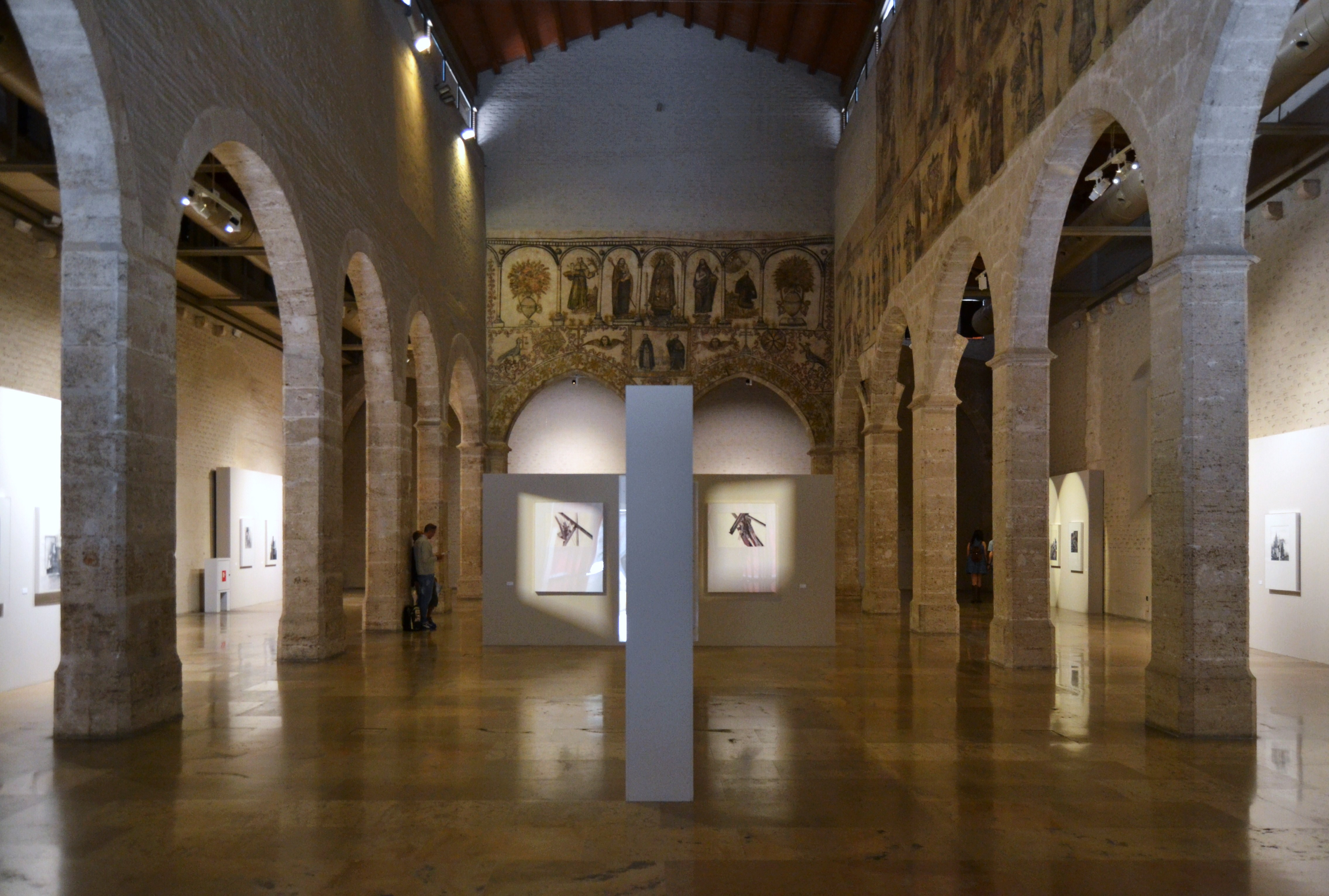
Interior de l'Almodí de València

Originalment tindria una mida més reduïda i es va ampliar durant els segles xv i xvi fins a adquirir l'aspecte actual, sobretot al segle xv. Durant aquesta etapa l'edifici era de propietat reial, l'Almodí del Senyor Rei, per això en la construcció van participar els mestres més importants de l'època. El porxo es construí durant la primera meitat del segle xvi, imitant l'esquema d'una serliana, però amb un llenguatge gòtic. El primer edifici hauria tingut un pati central a cel obert, similar a l'esquema de l'Almodí de Xàtiva, fins al segle xvii, quan s'incorporà la coberta, donant-li així la planta de tipus basilical que ara té.
A final del segle xv, l'Almodí passà a dependre del Consell Municipal de la ciutat, encarregat a partir d'aleshores del subministrament de blat, amb una reglamentació rígida, amb funcionaris públics encarregats d'organitzar aquest abastiment i comerç.
Cap al 1571 es va col·locar un nou paviment amb l'escut de la ciutat, i es van fer reformes que en van alterar l'aspecte original. A partir de 1609 i durant el segle xvii s'hi van pintar les pintures murals al temple que ocupen tres murs de l'interior. Tenen una temàtica relacionada amb l'entrada de blat, els patrons dels gremis presents en el funcionament de l'Almodí i altres aspectes socials i religiosos de l'època.

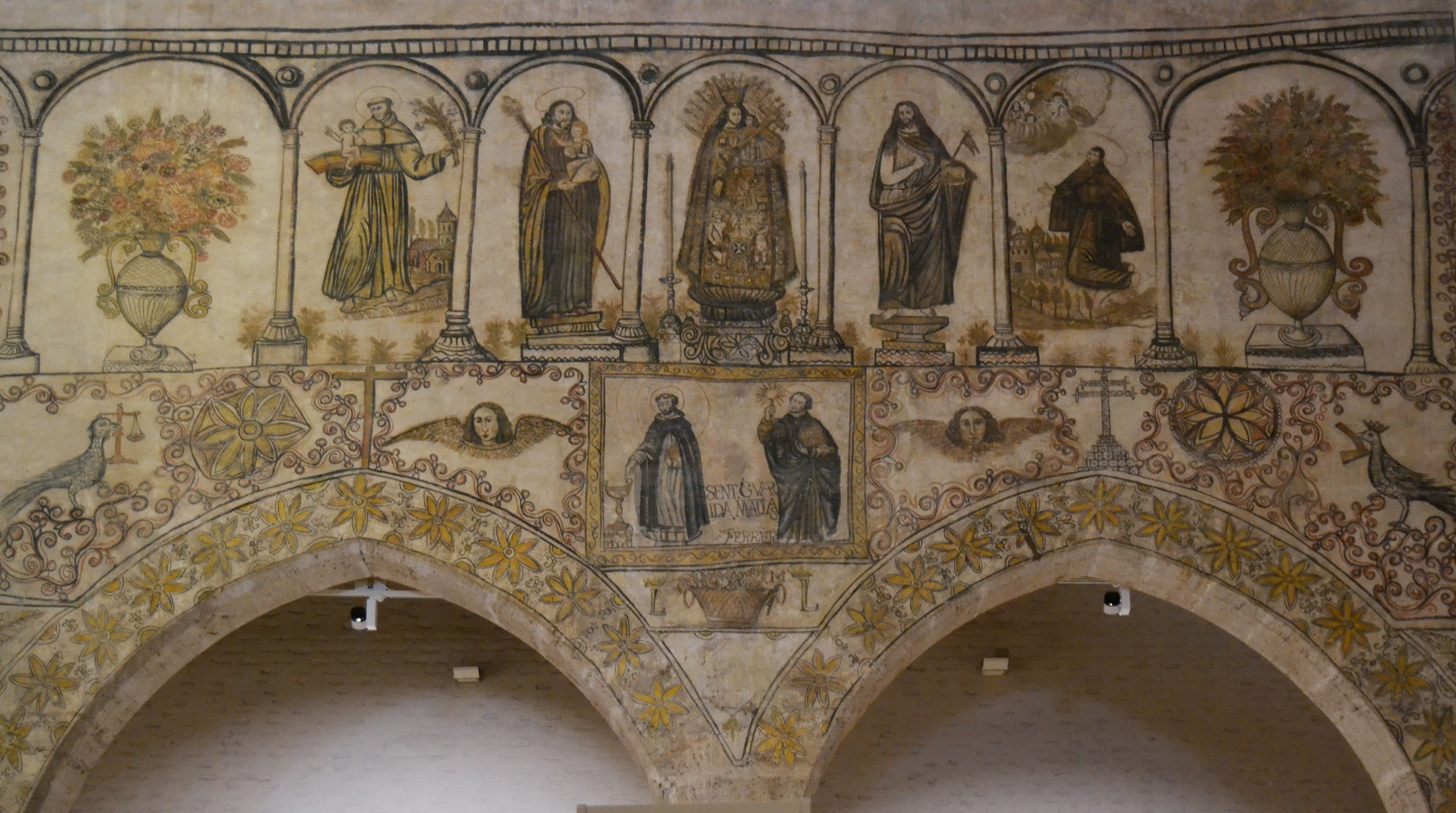
Pintures murals de l'Almodí

Durant el segle xix s'eliminà el porxo que donava al carrer de l'Almodí i el que donava a la plaça de Sant Lluís Bertran es va cegar, també es van reformar les cobertes de fusta (s'eliminà el ràfec original) i s'obriren noves finestres amb reixes. El 1908, dos anys després de deixar de donar servei com a magatzem de blat, l'Almodí esdevé la seu del Museu Paleontològic, fins a 1991. El 1969 es va declarar Monument Nacional.
De 1993 a 1996 es fa la restauració a càrrec dels arquitectes Juan Añón, José Mª Herrera i Rafael Martinez. L'actuació principal d'aquesta restauració va treure a la llum el porxo de tres arcs que recau a la plaça de Sant Lluís Bertran. La restauració va obtenir una menció als Premis COACV 1996 i el Premi Europa Nostra de 1998.
Des de 1996 funciona com a sala d'exposicions, continuant així amb la línia de permanent utilitat civil que li ha caracteritzat al llarg de la seua història. Durant este període hi han exposat artistes com Miquel Navarro, Eduardo Chillida, Yoko Ono, Nassio Bayarri, Esteve Edo, Ripollés, Silvestre de Edeta, Arnaldo Pomodoro, Vangelis, Ricardo Boix, Salvador Dalí, Pablo Palazuelo, Ciriaco o Marino Marini. També s'han mostrat exposicions de caràcter etnogràfic sobre pobles, com l'Egipte mil·lenari, Bhutan, Tuaregs (nòmades del desert), Àfrica o Mongòlia. La majoria d'estes són finançades i organitzades per l'Obra Social de La Caixa. Així mateix, s'han dut a terme també exposicions sobre història, com ara Jaume I, El Toisó d'Or o la Gran riuada de València en ocasió del cinquantenari.

## Descripció

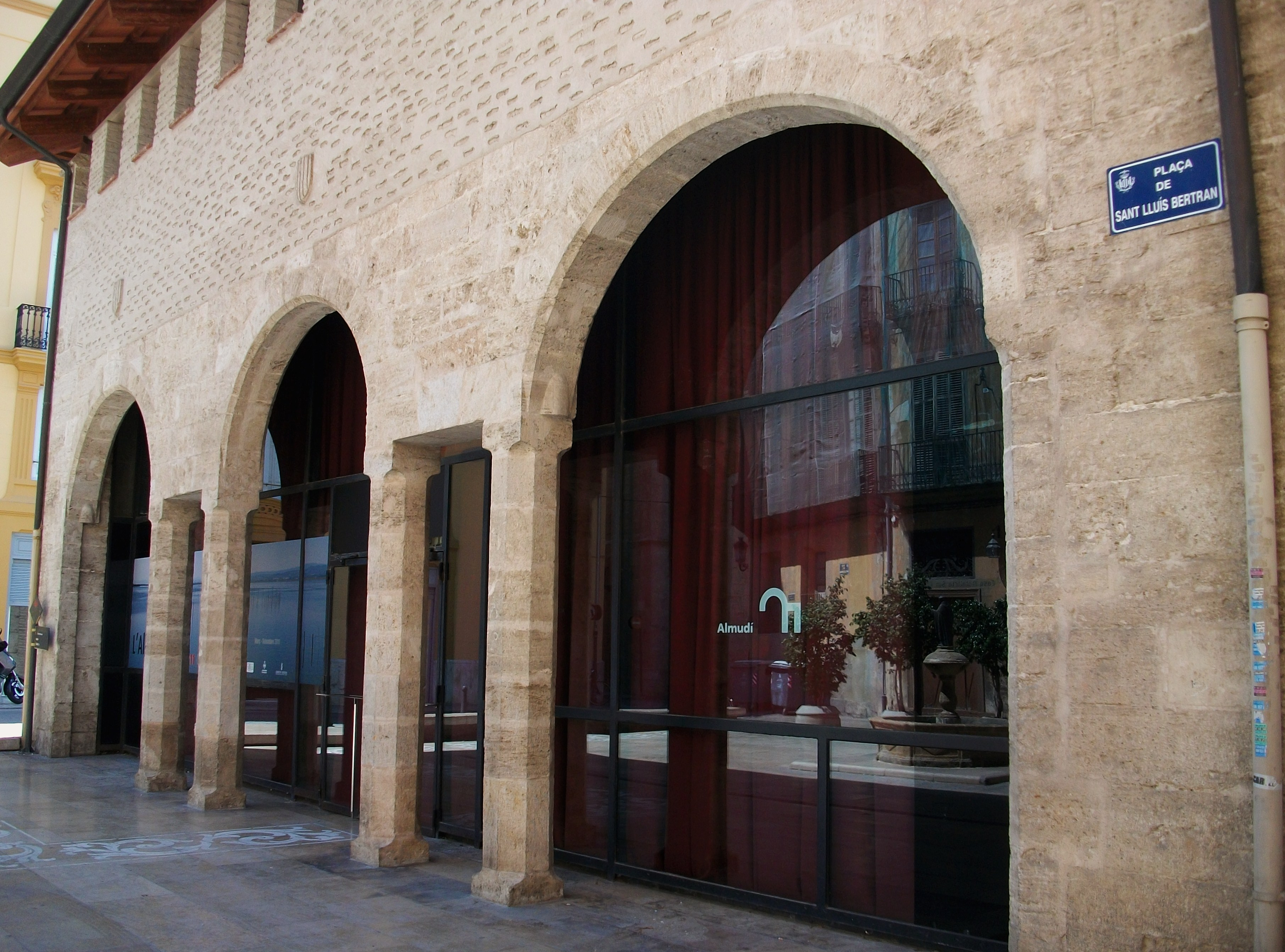
Porxo

Es tracta d'un edifici exempt de planta rectangular, amb una zona central ampla i més alta separada de les laterals per arcades. Els dos espais estan protegits per una coberta de fusta, amb un sostre a dos aigües a la part central i coberta inclinada en els laterals. Degut a la importància de l'edifici, se suposa, que en els seus orígens va tindre un aspecte fortificat amb merlets i camí de ronda per a la defensa. Tenia dos accessos principals, un pel carrer de l'Almodí, del que només es conserva l'arc d'entrada (de mig punt) i el porxo de la plaça de Sant Lluís Bertran, redescobert en l'última restauració. Aquest segueix una ordenació d'arc entre dintells (serliana), amb tres arcs de pedra sobre dues parelles de pilars poligonals separats per un espai recte. Sobre cadascun dels arcs es troba un escut amb les barres de la Corona d'Aragó.
La configuració formal i els materials emprats fan notar el seu origen medieval, com les parets de maçoneria, seguint la tècnica de la tàpia valenciana, amb cantons de carreus de pedra, arcs de pedra tallada a l'interior i als pòrtics d'accés i fusteria al sistema de cobertes. Aquesta configuració vingué donada per les successives intervencions que a poc a poc anaren donant-li forma. S'iniciaren obres el 1417 a càrrec dels mestres d'obra procedents del Palau Reial de València, Guillem Just i Miquel Navarro, que s'encarregaren de fer el front i els primers arcs que recauen al carrer de l'Almodí.
L'edifici entrà en una nova fase d'obres cap al 1455 quan es torna a decidir la seua ampliació i acabament definitiu. Ara les obres estaran a càrrec de l'important mestre, també relacionat amb l'entorn reial, Francesc Baldomar. Aquest construiria la resta d'arcs i el desaparegut porxo que donava al carrer de l'Almodí.
Baldomar empra unes solucions constructives derivades de la pràctica que aleshores caracteritzava l'arquitectura valenciana, on l'art de tallar la pedra arriba a una gran perfecció, a l'Almodí s'observa als arcs disposats de cantó i al racó del fons, i en altres arcs situats en diagonal prop del porxo amb unes motllures geomètriques i vegetals interessants. D'aquesta època també seria l'embigat de fusta de l'espai intern, remodelat totalment després de l'última restauració.